# کیلینگورث
کیلینگورث (به انگلیسی: Killingworth) یک شهرک در بریتانیا است که در انگلستان واقع شده‌است. کیلینگورث ۲۰٬۰۷۹ نفر جمعیت دارد.